# تشارلز لوكولينغوي
تشارلز لوكولينغوي (بالإنجليزية: Charles Lokolingoy)‏ (2 مارس 1997 بجمهورية الكونغو الديمقراطية - ) هو لاعب كرة قدم أسترالي في مركز الهجوم.

## روابط خارجية
- تشارلز لوكولينغوي على موقع قاعدة بيانات كرة القدم.إي يو (الإنجليزية)
- تشارلز لوكولينغوي على موقع Soccerway.com (الإنجليزية)